# Fatima bint Musa
Fātima bint Mūsā ibn Jaʿfar, anche nota come Fāṭima al-Maʿṣūma in arabo فاطمة المعصومة‎?, ossia Fatima la Pura, o l'Immacolata, anche chiamata Maʿṣūmat-e Qum, L'Immacolata di Qom (Medina, 22 marzo 790 – Qom, 816), è stata la figlia del 7º Imam sciita duodecimano Mūsā al-Kāẓim, nonché sorella dell'8º Imam ʿAlī al-Riḍā.

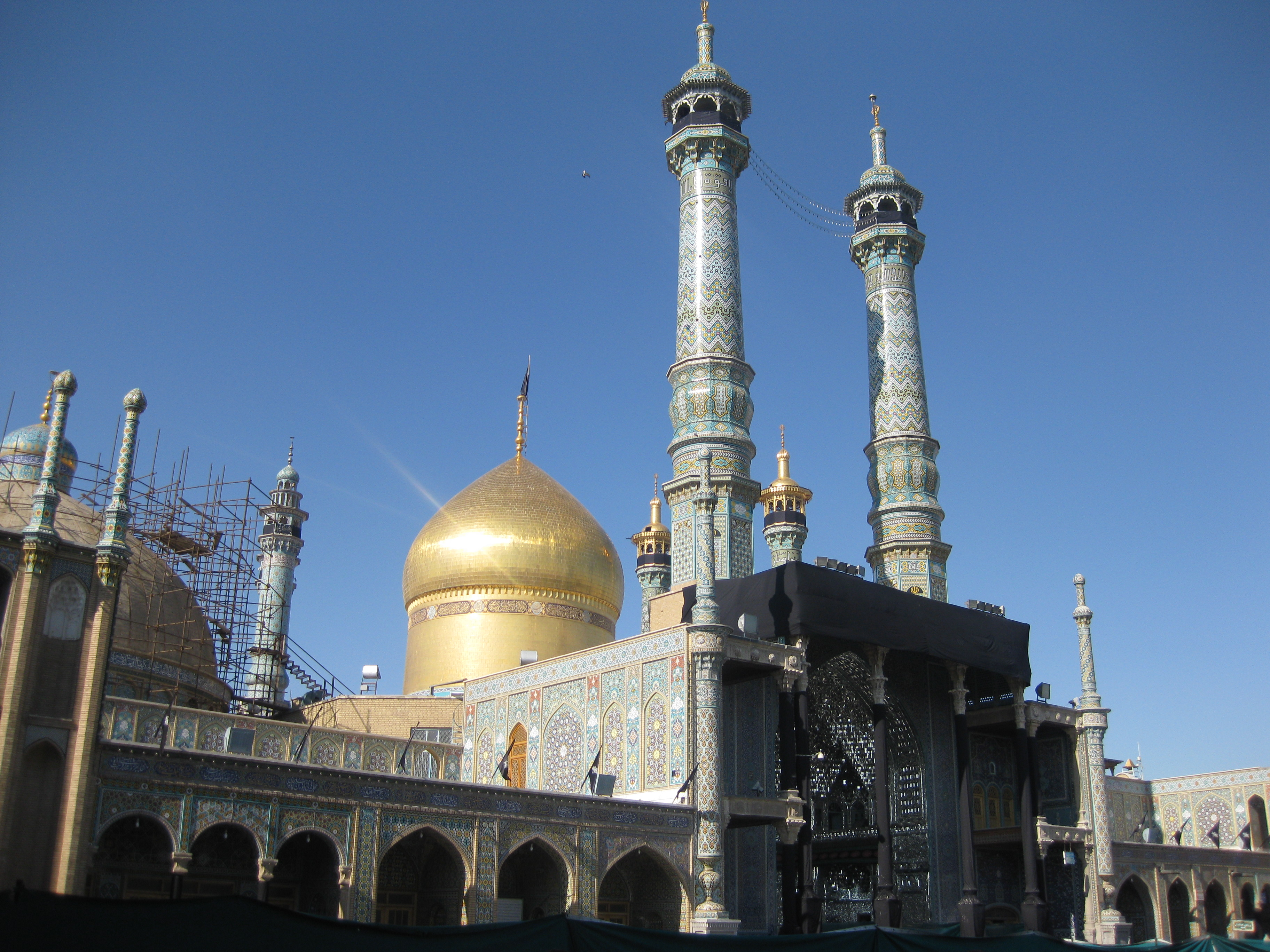
Santuario di Fatima al-Maʿṣūma, Qom, Iran.

Fāṭima, detta al-Maʿṣūma, ossia Fatima l'Immacolata, ricordata dagli sciiti per la sua generosità, dopo la morte di suo padre (un vero e proprio martirio, secondo la Shīʿa), fu allevata dal fratello, l'ottavo Imam ʿAlī al-Riḍā. Questi, in seguito all'insistenza di al-Maʾmūn, il futuro settimo califfo della dinastia abbaside sunnita, si trasferì nell'815 a Merv, capitale del Khorasan, dove anche al-Maʾmūn risiedeva.

Poco più di un anno dopo, Fāṭima si recò a Marv per visitare l'amato fratello ma, appena la carovana che la trasportava giunse nella città di Sāwa, si ammalò e, trasportata a Qom, morì qui per esservi poi sepolta.
Secondo una tradizione sciita, invece, un gruppo di oppositori dell'Ahl al-Bayt avrebbe teso un'imboscata alla carovana, trucidandone tutti i componenti.
Il suo mausoleo è considerato uno dei più importanti luoghi sacri dell'Islam sciita, secondo solo alla moschea-mausoleo di Mashhad, pur essendo oggetto di venerazione anche da parte dei sunniti, assai devoti alla famiglia del profeta Maometto.
Oggi il Santuario è sede di una delle principali ḥawza iraniane, centri di studio della teologia sciita duodecimana.